# Староакташево
Староакта́шево (рос. Староакташево, башк. Иҫке Аҡташ) — присілок у складі Кармаскалинського району Башкортостану, Росія. Входить до складу Сахаєвської сільської ради.
Населення — 414 осіб (2010; 361 в 2002).
Національний склад:
- татари — 64 %
- башкири — 32 %